# Супе
Супе́ (фр. Soupex, окс. Sopèrs) — коммуна во Франции, находится в регионе Лангедок — Руссильон. Департамент коммуны — Од. Входит в состав кантона Северный Кастельнодари. Округ коммуны — Каркасон.
Код INSEE коммуны — 11385.

## Население
Население коммуны на 2008 год составляло 261 человек.
| 1962 | 1968 | 1975 | 1982 | 1990 | 1999 | 2008 |
| ---- | ---- | ---- | ---- | ---- | ---- | ---- |
| 237  | 245  | 243  | 234  | 213  | 225  | 261  |

## Экономика
В 2007 году среди 144 человек в трудоспособном возрасте (15—64 лет) 103 были экономически активными, 41 — неактивными (показатель активности — 71,5 %, в 1999 году было 70,5 %). Из 103 активных работали 98 человек (56 мужчин и 42 женщины), безработных было 5 (2 мужчин и 3 женщины). Среди 41 неактивного 10 человек были учениками или студентами, 18 — пенсионерами, 13 были неактивными по другим причинам.